# عباس الصفار
عباس الصفار مواليد 15 يناير 1994، هو لاعب كرة يد سعودي يلعب كظهير أيسر. يلعب حاليا مع نادي مضر لكرة اليد. مثل منتخب السعودية لكرة اليد.

## سجل المنافسة
شارك في البطولات التالية:
- بطولة العالم لكرة اليد للرجال 2015